# Петров, Виктор Евгеньевич
Виктор Евгеньевич Петров (р. 8 декабря 1954, село Насоново, Камышловский район, Свердловская область) — российский журналист и писатель, член Союза журналистов России.

## Образование
В 1972 году окончил среднюю школу № 150 (г. Куйбышев).
В 1976 году окончил Борисоглебское высшее военное авиационное училище летчиков имени В. П. Чкалова.
В 1983 году окончил физический факультет Куйбышевского государственного университета.
В 1993 году окончил аспирантуру Института философии Сибирского отделения Академии наук.

## Биография
В 1987 году Виктор Петров работал над незавершённым до сих пор проектом «Симметричная вакуумная теория поля».
С 1993 года Виктор Петров занялся журналистской деятельностью в качестве репортера и обозревателя «Самарской газеты» и работал на государственном телевидении РИО.
В 1994 году выполнял редакционные задания по освещению событий в Таджикистане и Афганистане в качестве фронтового журналиста.
В 1995 году Виктор Петров способствовал освобождению из чеченского плена рядового 81-го полка Алексея Безлипкина.
В 1999 году стал лауреатом международного кинофестиваля в номинации «Работа журналиста в особо опасных условиях». В этом же году выехал в Чечню с гуманитарной миссией по освобождению из чеченского плена солдат-земляков.
В Чечне был захвачен как заложник, в плену находился в разных местах и в разное время вместе со Светланой Кузьминой, правозащитником Александром Тереховым, журналистом Брисом Флетьо. В плену провёл два года, трижды совершал побеги из неволи. Третий побег оказался удачным.
В декабре 2001 года безуспешно участвовал в выборах депутатов Самарской Губернской думы третьего созыва.
Продолжает активно заниматься научной и журналистской деятельностью, пишет воспоминания о Чеченской войне и плене «Два Кавказа Виктора Петрова», работает директором «Регионального информационного агентства „Самара“», одновременно являясь членом Самарского уфологического клуба

## Чеченский плен и его последствия
Личность Виктора Петрова привлекла внимание общественности с момента его двухлетнего пленения в Чечне, в котором ему пришлось пройти через издевательства и пытки, вместе с ним в разное время находились еще четыре заложника: Светлана Кузьмина, француз Брис Флетье (Brice Fletieux), Александр Руденко с Украины и Александр Терентьев — правозащитник из Москвы. Виктор Петров отправился в Чечню на поиски земляка, рядового Андрея Чегодаева, пропавшего без вести при штурме Грозного в январе 1995 года. Вместе с ним на Кавказ отправились мать солдата Надежда Чегодаева и председатель самарского отделения организации «Конгресс советских женщин» Светлана Кузьмина. У журналиста был небольшой опыт в таких делах: во время первой чеченской войны ему удалось вызволить из плена одного солдата. Летом 1999 года, в период действия Хасавюртовских соглашений, группа родственников-шаамиюртовцев удержала в плену самарского журналиста Виктора Петрова и главу областного отделения «Конгресса советских матерей», члена КПРФ, Светлану Кузьмину.
После побега Виктора Петрова и освобождения Светланы Кузьминой в Шаами-Юрте были арестованы некоторые участники их похищения, в ходе следствия другие похитители были также задержаны, криминальный авторитет Лечи Исламов (Борода), причастный к похищению Петрова и Кузьминой, скоропостижно скончался на этапе. Сотрудница МЧС Ингушетии, Радимхан Могушкова, одна из организаторов похищения Виктора Петрова и Светланы Кузьминой, была амнистирована в 2000 году, отсидев несколько месяцев в следственном изоляторе связи с тем, что она ранее была награждена орденом Мужества Республики Ингушетия, её сын Адам Могушков, проходивший также по делу о похищении людей, спустя чуть больше полугода решением суда получил тот срок, который уже отсидел в СИЗО, и под аплодисменты родственников и друзей вышел на свободу.
СМИ широко освещали эти события, по первому каналу был показан репортаж о возвращении Виктора Петрова из двухлетнего плена, «Российская Газета» отметила возвращение журналиста большой статьей. Губернатор Самарской области К. А. Титов принял решение представить Виктора Петрова к государственной награде за мужество и волю, проявленные журналистом в тяжелых условиях плена, и вручил ценный подарок.
После плена и побега Виктор Петров несколько изменил своё мнение о чеченцах, если до плена он симпатизировал им, считал их борцами за свободу и «нормальными работягами, взявшимися за оружие», то в 2001 году, после своего освобождения, скептически отнесся к своему раннему творчеству, он решительно отверг утверждения некоторых российских политиков о том, что не все чеченцы — бандиты и убийцы, и что среди чеченцев есть и порядочные люди.
В 2005 году, посчитавший себя использованным в политической борьбе, Виктор Петров подал в суд на своего «товарища по несчастью» Светлану Кузьмину, депутат Самарской губернской думы Светлана Кузьмина не замедлила с ответом, при этом отметив достаточно высокие умственные способности Петрова.